# 천보 (후량)
천보(天保, 562년 윤 2월 ~ 586년 1월)는 후량(後梁) 명제(明帝) 소규(蕭巋)의 연호이다. 23년 10개월 동안 사용하였다. 585년 4월에 명제의 뒤를 이어 즉위한 후주(後主) 소종(蕭琮)이 남은 8개월 동안 이어서 사용하였으며 586년에 개원하였다.

## 개원
- 대정(大定) 8년 윤 2월 24일[1](562년 4월 13일)에 연호를 천보(天保)로 개원함.[2][3]

- 천보(天保) 25년(586년) 1월에 연호를 광운(廣運)으로 개원함.[4]

## 연대 대조표
| 천보        | 원년                           | 2년                  | 3년        | 4년                 | 5년                 | 6년                 | 7년                 | 8년                             | 9년             | 10년            |
| 서기        | 562년                          | 563년                | 564년      | 565년               | 566년               | 567년               | 568년               | 569년                           | 570년           | 571년           |
| 간지        | 임오(壬午)                     | 계미(癸未)           | 갑신(甲申) | 을유(乙酉)          | 병술(丙戌)          | 정해(丁亥)          | 무자(戊子)          | 기축(己丑)                      | 경인(庚寅)      | 신묘(辛卯)      |
| 남진 (南陳) | 천가(天嘉) 3년                 | 4년                  | 5년        | 6년                 | 7년 천강(天康) 원년 | 2년 광대(光大) 원년 | 2년                 | 3년 태건(太建) 원년             | 2년             | 3년             |
| 북제 (北齊) | 태녕(太寧) 2년 하청(河淸) 원년 | 2년                  | 3년        | 4년 천통(天統) 원년 | 2년                 | 3년                 | 4년                 | 5년                             | 무평(武平) 원년 | 2년             |
| 북주 (北周) | 보정(保定) 2년                 | 3년                  | 4년        | 5년                 | 6년 천화(天和) 원년 | 2년                 | 3년                 | 4년                             | 5년             | 6년             |
| 천보        | 11년                           | 12년                 | 13년       | 14년                | 15년                | 16년                | 17년                | 18년                            | 19년            | 20년            |
| 서기        | 572년                          | 573년                | 574년      | 575년               | 576년               | 577년               | 578년               | 579년                           | 580년           | 581년           |
| 간지        | 임진(壬辰)                     | 계사(癸巳)           | 갑오(甲午) | 을미(乙未)          | 병신(丙申)          | 정유(丁酉)          | 무술(戊戌)          | 기해(己亥)                      | 경자(庚子)      | 신축(辛丑)      |
| 남진 (南陳) | 태건(太建) 4년                 | 5년                  | 6년        | 7년                 | 8년                 | 9년                 | 10년                | 11년                            | 12년            | 13년            |
| 북제 (北齊) | 무평(武平) 3년                 | 4년                  | 5년        | 6년                 | 7년 융화(隆化) 원년 | 승광(承光) 원년     | -                   | -                               | -               | -               |
| 북주 (北周) | 7년 건덕(建德) 원년            | 2년                  | 3년        | 4년                 | 5년                 | 6년                 | 7년 선정(宣政) 원년 | 대성(大成) 원년 대상(大象) 원년 | 2년             | 대정(大定) 원년 |
| 수 (隋)     | -                              | -                    | -          | -                   | -                   | -                   | -                   | -                               | -               | 개황(開皇) 원년 |
| 천보        | 21년                           | 22년                 | 23년       | 24년                | 25년                |                     |                     |                                 |                 |                 |
| 서기        | 582년                          | 583년                | 584년      | 585년               | 586년               |                     |                     |                                 |                 |                 |
| 간지        | 임인(壬寅)                     | 계묘(癸卯)           | 갑진(甲辰) | 을사(乙巳)          | 병오(丙午)          |                     |                     |                                 |                 |                 |
| 남진 (南陳) | 태건(太建) 14년                | 15년 지덕(至德) 원년 | 2년        | 3년                 | 4년                 |                     |                     |                                 |                 |                 |
| 수 (隋)     | 개황(開皇) 2년                 | 3년                  | 4년        | 5년                 | 6년                 |                     |                     |                                 |                 |                 |

## 동시대 연호

### 한국
신라(新羅)
- 개국(開國) (551년 ~ 568년)
- 대창(大昌) (568년 ~ 572년)
- 홍제(鴻濟) (572년 ~ 584년)
- 건복(建福) (584년 ~ 634년)

### 중국
남진(南陳)
- 천가(天嘉) (560년 ~ 566년)
- 천강(天康) (566년 ~ 567년)
- 광대(光大) (567년 ~ 569년)
- 태건(太建) (569년 ~ 583년)
- 지덕(至德) (583년 ~ 587년)

북제(北齊)
- 태녕(太寧) (561년 ~ 562년)
- 하청(河淸) (562년 ~ 565년)
- 천통(天統) (565년 ~ 569년)
- 무평(武平) (570년 ~ 576년)
- 융화(隆化) (576년)
- 승광(承光) (577년)

북주(北周)
- 보정(保定) (561년 ~ 566년)
- 천화(天和) (566년 ~ 572년)
- 건덕(建德) (572년 ~ 578년)
- 선정(宣政) (578년)
- 대성(大成) (579년)
- 대상(大象) (579년 ~ 580년)
- 대정(大定) (581년)

수(隋)
- 개황(開皇) (581년 ~ 600년)

고창국(高昌國)
- 연창(延昌) (561년 ~ 601년)

기타 정권
- 고연종(高延宗) 덕창(德昌) (576년)
- 유몰탁(劉沒鐸) 석평(石平) (577년)
- 고소의(高紹義) 무평(武平) (578년)

## 같이 보기
- 다른 왕조의 같은 연호
  - 북제(北齊) 천보(天保, 550년 ~ 559년)
  - 일본(日本) 덴포(天保, 1830년 ~ 1844년)

- 중국의 연호 목록